# Blessed (Lucinda Williams)
Blessed è il decimo album in studio della cantautrice statunitense Lucinda Williams, pubblicato nel 2011.

## Tracce
Testi e musiche di Lucinda Williams.
1. Buttercup – 3:50
2. I Don't Know How You're Livin' – 5:00
3. Copenhagen – 4:30
4. Born To Be Loved – 4:38
5. Seeing Black – 5:14
6. Soldier's Song – 6:09
7. Blessed – 5:48
8. Sweet Love – 3:33
9. Ugly Truth – 4:22
10. Convince Me – 5:45
11. Awakening – 6:25
12. Kiss Like Your Kiss – 3:51

## Formazione
- Lucinda Williams - voce, chitarra acustica, cori
- Nathan Barr - violoncello
- Elvis Costello - chitarra elettrica
- Rami Jaffee - fisarmonica, organo Hammond, piano
- Greg Leisz - chitarra a 12 corde, chitarra elettrica, pedal steel guitar
- Val McCallum - chitarra elettrica, national steel guitar, slide guitar
- Butch Norton - batteria, percussioni
- David Sutton - basso, contrabbasso
- Matthew Sweet - cori